# Рэноус, Уильям
Уильям В. Рэноус (англ. William V. Ranous; 12 марта 1857, Нью-Йорк, США — 1 апреля 1915, Санта-Моника, США) — американский актер и режиссёр немого кино.

## Биография и карьера
Уильям В. Рэноус родился 12 марта 1857 в Нью-Йорке, США. В 1907 году присоединился к работе в компании Vitagraph, где сначала играл главные роли в многочисленных экранизациях произведений Шекспира и других классических авторов, а впоследствии работал и как режиссёр.
Первой режиссёрской работой Рэноуса стала драма «Шпион», основанная на событиях Гражданской войны в США. Неоднократно выступал сорежиссером фильмов, поставленных Джеймсом Блэктоном и Морисом Костелло.
В 1908 году выступил в качестве продюсера экранизации трагедии Шекспира «Юлий Цезарь», для которой сам написал сценарий. Последний раз в качестве режиссёра выступил в 1913 году. Продолжал актерскую карьеру, играя преимущественно небольшие роли. Всего с 1907 по 1915 годы снялся в 54 фильмах и как режиссёр поставил 28 фильмов.
Умер в Санта-Монике, Калифорния, 1 апреля 1915 года на съемках фильма «Маленький партнер».

## Фильмография

### Актер
- 1908 — Отелло / Othello — Отелло
- 1908 — Макбет / Macbeth — Макбет
- 1908 — Ромео и Джульетта / Romeo and Juliet — Лоренцо
- 1908 — Ричард III / Richard III — Ричард III
- 1908 — Антоний и Клеопатра / Antony and Cleopatra — Октавиан Август
- 1908 — Она / She
- 1908 — Юлий Цезарь / Julius Caesar — Кассиус
- 1908 — Венецианский купец / The Merchant of Venice — Шейлок
- 1909 — Саул и Давид / Saul and David — царь Саул
- 1909 — Король Лир / King Lear — король Лир
- 1909 — Гайявата / Hiawatha
- 1909 — Хитрости любви / Love’s Stratagem — отец
- 1909 — Отверженные / Les Misérables — Жавер
- 1909 — Сон в летнюю ночь / A Midsummer Night’s Dream — Боттом
- 1911 — Ярмарка тщеславия / Vanity Fair — лорд Стейн
- 1912 — Змеи / The Serpents — идиот
- 1912 — Желтая птица / Yellow Bird — The Indian Chief
- 1913 — Укрощение Бетти / The Taming of Betty — Дисброу, отец Чарльза

### Режиссёр
- 1908: Отелло / Othello
- 1908: Ричард III / Richard III
- 1908: Юлий Цезарь / Julius Caesar
- 1909 Король Лир / King Lear
- 1909: Гайявата / Hiawatha
- 1912: Желтый птица / Yellow Bird
- 1912: В последнюю минуту / At the Eleventh Hour
- 1912: сердитое Эсмеральды / The Heart of Esmeralda
- 1913 Алекс; или Испытание дружбы / Alixe; or, The Test of Friendship
- 1913 Остров сокровищ / Treasure Island